# Okręg wyborczy Wolverhampton South West
Okręg wyborczy Wolverhampton South West powstał w 1950 r. i wysyła do brytyjskiej Izby Gmin jednego deputowanego. Okręg obejmuje centrum miasta Wolverhampton w hrabstwie West Midlands oraz jego zachodnią i południowo-zachodnią część.

## Deputowani do brytyjskiej Izby Gmin z okręgu Wolverhampton South West
- 1950–1974: Enoch Powell, Partia Konserwatywna
- 1974–1997: Nicholas Budgen, Partia Konserwatywna
- 1997–2001: Jenny Jones, Partia Pracy
- od 2001: Rob Marris, Partia Pracy